# Emisszió (környezet)
Az emisszió (levegőterhelés) az adott légszennyező forrásból időegység alatt kijutó szennyezőanyag mennyisége, amely a környezetre és az egészségre valószínűsíthetően káros hatást gyakorol. Mértékegysége: kg/h.

## Eredete
Az emisszió származhat természetes és mesterséges forrásból, amely lehet helyhez kötött és nem helyhez kötött. Természetes forrás lehet vulkán, vagy az élőlények légcseréje. Mesterséges a közlekedés, fűtés, vagy a hagyományos erőművek által történő kibocsátások. Helyhez kötött források a pont-, épület- és felületi források.

## Kiszámítási módja
Az emisszió pontforrásra történő kiszámítása:
- ahol R a pontforrás sugara méterben,

- c a szennyezőanyag koncentrációja kg/Nm³-ben (Nm³ = normál köbméter),

- v pedig a füstgáz áramlási sebessége m/h-ban.

## Az emisszió csökkentése
A mesterséges forrásokból származó emisszió csökkenthető úgynevezett passzív és aktív eljárásokkal. Passzív eljárások közé azokat a módszereket soroljuk, ahol a technológia során keletkeznek légszennyező anyagok, de a kibocsátáskor ezeket különböző megoldásokkal eltávolítják, vagy csökkentik a mennyiségét a környezetbe kerülő gázból (véggáztisztítás). Ilyen például az SNOX eljárás , amely a füstgázokból egyidejűleg lehetővé teszi a SOx és a NOx eltávolítását.
Az aktív eljárások közé a „tiszta technológiák” tartoznak, ahol már az üzemelés, gyártás, termelés során megakadályozzák a légszennyező anyagok keletkezését. Ilyen megoldás lehet például az energiahordozó leváltása szénről földgázra, vagy ugyanazon technológiában a jobb hatásfok kidolgozása, melyhez ugyanakkora mennyiségű energiahordozóra van szükség. Aktív eljárással a közlekedésben is találkozhatunk. Gondoljunk csak az ólommentes üzemanyag használatára, a motorok jobb vezérlésére (pl. injektor), vagy a karosszéria áramvonalas kialakítására.

## Zéró emisszió
A közlekedés következtében számos és nagy mennyiségű szennyező anyag kerül a levegőbe, melyek súlyosan károsíthatják az egészséget, és hozzájárulnak az üvegházhatáshoz. Éppen ezért manapság nagy hangsúlyt kap az autóiparban a légszennyező anyagok kibocsátásának mérséklése. Ehhez az aktív eljárásokon kívül (lásd előző bekezdés) a különböző katalizátorok nyújtanak segítséget. Platina, palládium, vagy ródium/alumínium-oxid katalizátorok a leginkább használatosak. Ebben az esetben viszont még mindig van emisszió, legfeljebb mérsékelt szinten.
Az úgynevezett "zéró emisszió" elméletileg az elektromos, vagy üzemanyagcellás járművekkel valósítható meg a közlekedésben. Ezekkel valóban javulhat a nagy forgalmú városok levegőminősége, viszont ha jobban a dolgok mögé nézünk, nem teljesen egyértelmű a dolog.
Itt is van szennyezőanyag kibocsátás, csak nem üzemelés közben jelenik meg, hanem az üzemanyag (áram) előállítása során, az erőműveknél. Tehát akkor lenne csak ténylegesen zéró ezeknek a járműveknek az emissziója, ha olyan forrásból kapnák az elektromos áramot, ami azt emisszió nélkül állítja elő. Ilyen pedig sajnos még nincs (ha a megújuló energiaforrásokra gondolunk, az erőművek telepítése ott is jár kibocsátással).
Viszont azt így is állíthatjuk, hogy környezetbarátabb a benzin-, vagy gázolajüzemű társainál.
Hazai szakemberek már utánajártak és kiszámolták, hogy egy benzinmotor lokális CO2 kibocsátásához képest milyen erőművi kibocsátásai vannak egy elektromos autó feltöltésének:
- EU mai összetételű villamosenergia-rendszere: 10,00 kg CO2/160 km

- Újabb gázerőmű: 12,43 kg CO2/160 km

- Szélerőművek: 0,66 kg CO2/160 km

- Új atomerőművi blokk: 0,33 kg CO2/160 km

- Új benzines személyautó (120g CO2/km): 19,20 kg CO2/160 km

A fenti esetben napi egyszeri, 22 kWh feltöltéssel számoltak az elektromos autó esetében. Az adatok alapján látszik, hogy a jelenlegi villamosenergia-rendszer használatával is alacsonyabb szén-dioxid kibocsátás érhető el, mint egy benzines autóval, ráadásul az utakon levő benzinmotoros autók többsége a 120g/km-es szén-dioxid kibocsátást még bőven túllépi.
Gyakorlatilag mondhatjuk azt, hogy lokális (pl.: városi) szinten létezik zéró emisszió, viszont összességében nem. Ezért is fontos, hogy igyekezzünk egyre nagyobb mértékben lecsökkenteni az emissziót.